# 季阿娜·戴维斯
季阿娜·戴维斯（俄語：Диана Сергеевна Дэвис，2003年1月16日—），是一名俄羅斯-格鲁吉亚花式滑冰冰舞運動員，她的搭檔是Fedor Varlamov。她在成為冰舞選手前曾是一名單人滑選手，她的母親艾特利·图特别丽泽是著名的花式滑冰教練。